# قائمة قرارات مجلس الأمن التابع للأمم المتحدة من 300 إلى 399
- قرار مجلس الأمن التابع للأمم المتحدة رقم 300
- قرار مجلس الأمن التابع للأمم المتحدة رقم 301
- قرار مجلس الأمن التابع للأمم المتحدة رقم 302
- قرار مجلس الأمن التابع للأمم المتحدة رقم 303
- قرار مجلس الأمن التابع للأمم المتحدة رقم 304
- قرار مجلس الأمن التابع للأمم المتحدة رقم 305
- قرار مجلس الأمن التابع للأمم المتحدة رقم 306
- قرار مجلس الأمن التابع للأمم المتحدة رقم 307
- قرار مجلس الأمن التابع للأمم المتحدة رقم 308
- قرار مجلس الأمن التابع للأمم المتحدة رقم 309
- قرار مجلس الأمن التابع للأمم المتحدة رقم 310
- قرار مجلس الأمن التابع للأمم المتحدة رقم 311
- قرار مجلس الأمن التابع للأمم المتحدة رقم 312
- قرار مجلس الأمن التابع للأمم المتحدة رقم 313
- قرار مجلس الأمن التابع للأمم المتحدة رقم 314
- قرار مجلس الأمن التابع للأمم المتحدة رقم 315
- قرار مجلس الأمن التابع للأمم المتحدة رقم 316
- قرار مجلس الأمن التابع للأمم المتحدة رقم 317
- قرار مجلس الأمن التابع للأمم المتحدة رقم 318
- قرار مجلس الأمن التابع للأمم المتحدة رقم 319
- قرار مجلس الأمن التابع للأمم المتحدة رقم 320
- قرار مجلس الأمن التابع للأمم المتحدة رقم 321
- قرار مجلس الأمن التابع للأمم المتحدة رقم 322
- قرار مجلس الأمن التابع للأمم المتحدة رقم 323
- قرار مجلس الأمن التابع للأمم المتحدة رقم 324
- قرار مجلس الأمن التابع للأمم المتحدة رقم 325
- قرار مجلس الأمن التابع للأمم المتحدة رقم 326
- قرار مجلس الأمن التابع للأمم المتحدة رقم 327
- قرار مجلس الأمن التابع للأمم المتحدة رقم 328
- قرار مجلس الأمن التابع للأمم المتحدة رقم 329
- قرار مجلس الأمن التابع للأمم المتحدة رقم 330
- قرار مجلس الأمن التابع للأمم المتحدة رقم 331
- قرار مجلس الأمن التابع للأمم المتحدة رقم 332
- قرار مجلس الأمن التابع للأمم المتحدة رقم 333
- قرار مجلس الأمن التابع للأمم المتحدة رقم 334
- قرار مجلس الأمن التابع للأمم المتحدة رقم 335
- قرار مجلس الأمن التابع للأمم المتحدة رقم 336
- قرار مجلس الأمن التابع للأمم المتحدة رقم 337
- قرار مجلس الأمن التابع للأمم المتحدة رقم 338
- قرار مجلس الأمن التابع للأمم المتحدة رقم 339
- قرار مجلس الأمن التابع للأمم المتحدة رقم 340
- قرار مجلس الأمن التابع للأمم المتحدة رقم 341
- قرار مجلس الأمن التابع للأمم المتحدة رقم 342
- قرار مجلس الأمن التابع للأمم المتحدة رقم 343
- قرار مجلس الأمن التابع للأمم المتحدة رقم 344
- قرار مجلس الأمن التابع للأمم المتحدة رقم 345
- قرار مجلس الأمن التابع للأمم المتحدة رقم 346
- قرار مجلس الأمن التابع للأمم المتحدة رقم 347
- قرار مجلس الأمن التابع للأمم المتحدة رقم 348
- قرار مجلس الأمن التابع للأمم المتحدة رقم 349
- قرار مجلس الأمن التابع للأمم المتحدة رقم 350
- قرار مجلس الأمن التابع للأمم المتحدة رقم 351
- قرار مجلس الأمن التابع للأمم المتحدة رقم 352
- قرار مجلس الأمن التابع للأمم المتحدة رقم 353
- قرار مجلس الأمن التابع للأمم المتحدة رقم 354
- قرار مجلس الأمن التابع للأمم المتحدة رقم 355
- قرار مجلس الأمن التابع للأمم المتحدة رقم 356
- قرار مجلس الأمن التابع للأمم المتحدة رقم 357
- قرار مجلس الأمن التابع للأمم المتحدة رقم 358
- قرار مجلس الأمن التابع للأمم المتحدة رقم 359
- قرار مجلس الأمن التابع للأمم المتحدة رقم 360
- قرار مجلس الأمن التابع للأمم المتحدة رقم 361
- قرار مجلس الأمن التابع للأمم المتحدة رقم 362
- قرار مجلس الأمن التابع للأمم المتحدة رقم 363
- قرار مجلس الأمن التابع للأمم المتحدة رقم 364
- قرار مجلس الأمن التابع للأمم المتحدة رقم 365
- قرار مجلس الأمن التابع للأمم المتحدة رقم 366
- قرار مجلس الأمن التابع للأمم المتحدة رقم 367
- قرار مجلس الأمن التابع للأمم المتحدة رقم 368
- قرار مجلس الأمن التابع للأمم المتحدة رقم 369
- قرار مجلس الأمن التابع للأمم المتحدة رقم 370
- قرار مجلس الأمن التابع للأمم المتحدة رقم 371
- قرار مجلس الأمن التابع للأمم المتحدة رقم 372
- قرار مجلس الأمن التابع للأمم المتحدة رقم 373
- قرار مجلس الأمن التابع للأمم المتحدة رقم 374
- قرار مجلس الأمن التابع للأمم المتحدة رقم 375
- قرار مجلس الأمن التابع للأمم المتحدة رقم 376
- قرار مجلس الأمن التابع للأمم المتحدة رقم 377
- قرار مجلس الأمن التابع للأمم المتحدة رقم 378
- قرار مجلس الأمن التابع للأمم المتحدة رقم 379
- قرار مجلس الأمن التابع للأمم المتحدة رقم 380
- قرار مجلس الأمن التابع للأمم المتحدة رقم 381
- قرار مجلس الأمن التابع للأمم المتحدة رقم 382
- قرار مجلس الأمن التابع للأمم المتحدة رقم 383
- قرار مجلس الأمن التابع للأمم المتحدة رقم 384
- قرار مجلس الأمن التابع للأمم المتحدة رقم 385
- قرار مجلس الأمن التابع للأمم المتحدة رقم 386
- قرار مجلس الأمن التابع للأمم المتحدة رقم 387
- قرار مجلس الأمن التابع للأمم المتحدة رقم 388
- قرار مجلس الأمن التابع للأمم المتحدة رقم 389
- قرار مجلس الأمن التابع للأمم المتحدة رقم 390
- قرار مجلس الأمن التابع للأمم المتحدة رقم 391
- قرار مجلس الأمن التابع للأمم المتحدة رقم 392
- قرار مجلس الأمن التابع للأمم المتحدة رقم 393
- قرار مجلس الأمن التابع للأمم المتحدة رقم 394
- قرار مجلس الأمن التابع للأمم المتحدة رقم 395
- قرار مجلس الأمن التابع للأمم المتحدة رقم 396
- قرار مجلس الأمن التابع للأمم المتحدة رقم 397
- قرار مجلس الأمن التابع للأمم المتحدة رقم 398
- قرار مجلس الأمن التابع للأمم المتحدة رقم 399

## وصلات خارجية
- الصفحة الرئيسية لموقع الأمم المتحدة على الشبكة
- موقع الأمم المتحدة باللغة العربية
- الهيكل التنظيمي لمنظومة الأمم المتحدة